# 翻译
翻译，是指把一种语言的文本或話語等信息转变成另一种语言的行為。
翻譯的过程从逻辑上可以分为两个阶段：首先，必须从源语言的資訊中理解其含义，然后把信息重新以目标语言表達。这两個步驟都要求对语言语义学的知识以及对语言使用者文化的了解。一个好的翻译除了要準確傳達資訊原有的意義外，也應該要能使目标语言的使用者通順地理解，並符合目標语言的使用习惯（除非是在特殊情况下，演说者并不打算像一个本语言使用者那样说话，例如在戏剧中）。
翻譯分为口譯、筆譯和手語翻译。口譯又稱為「傳譯」，顧名思義，是指譯員以口語的方式，將譯入語轉換為譯出語。由於口語出現早於文字，因此口譯的出現也因此早於筆譯。承擔翻譯工作的職業人士可總稱為「翻譯家」，並可細分為「口譯員」、「筆譯員」、或是如果兩者都做，稱為「口筆譯員」。

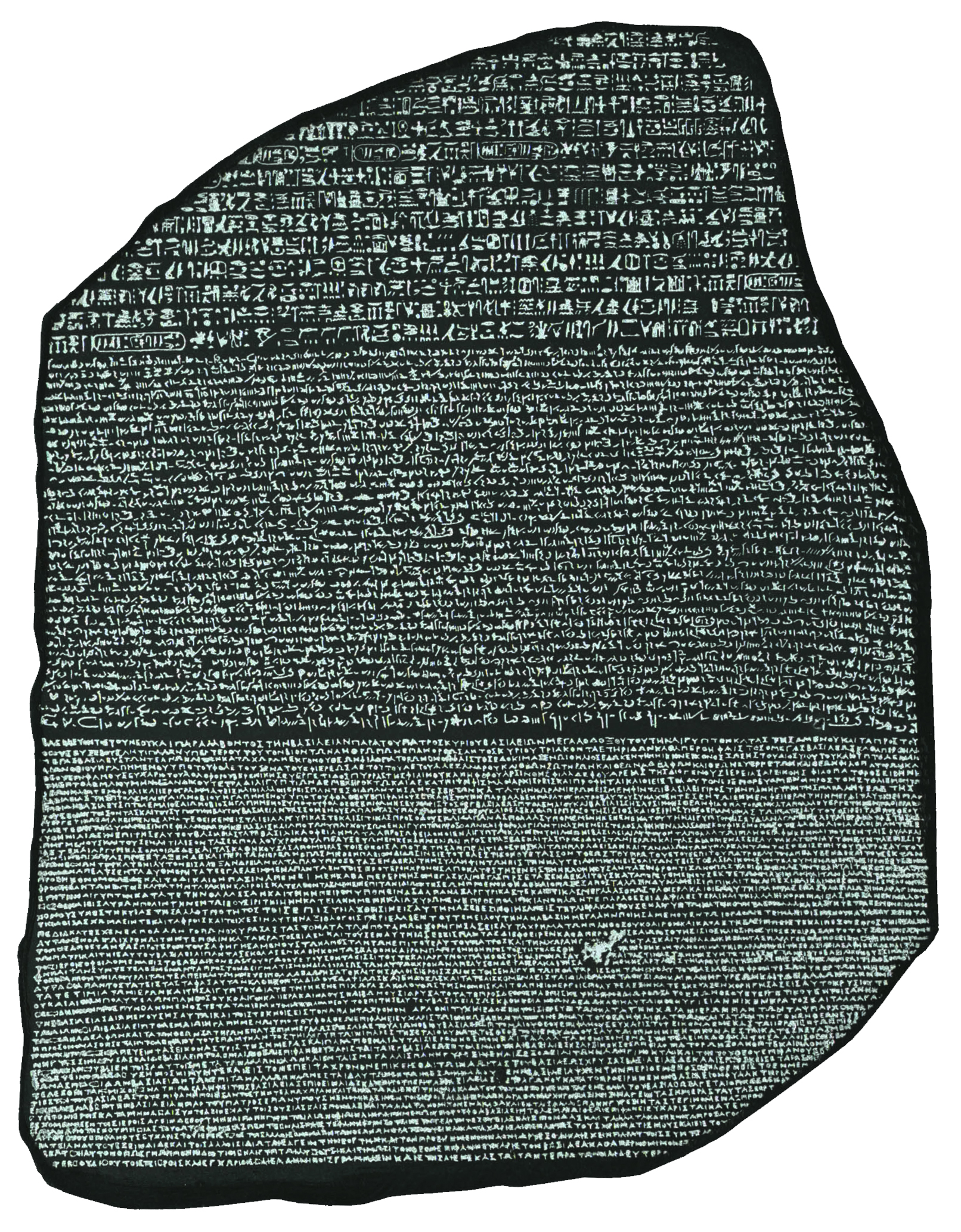
羅塞塔石碑，上面同一段內容分別記錄了古埃及象形文字、世俗体和古希腊文

口譯可以分為“同聲傳譯”（Simultaneous interpreting）和“交替傳譯”（Consecutive interpreting）。“同聲傳譯”是在講者發表演說的同時，譯者以相隔較短的時差開始即時翻譯，譯者需要一邊聆聽、理解並記住講者的內容，重組成自然的語句表達成目標語言。因所費精神較大，一場較長的會議需要由至少2-3名同聲傳譯員，每15-20分鐘輪流交替工作。“交替傳譯”並不是在同聲傳譯時接手翻譯的意思，而是另一種傳譯模式，指在講者完成一段說話後停頓，然後由譯者翻譯，接著講者繼續下一段演說，再由譯者翻譯，講者、譯者兩人交替發言直至演說終結。

## 概述
所有與語言相關的事物（例如文学和演讲）基本上都可以进行翻译，包括小说、电影、诗歌、演讲等等。但是不同的领域，翻译的困难度也不同。例如，诗歌几乎是不可能准确翻译的，因为诗歌的形式、音韻等，都是組成其含义的一份子。
很多非文学類文本的翻译工作，包括軟體手册和其他商业及专业文本，注重的是意義的傳達，以能通順傳意為主要要求。在全球化的潮流下，不但有越來越多的國際組織，同時企業的經營也越來越以全球觀點出發，這也帶動了國際化與本地化產業的興起。
如果说非文学作品的翻译是一项可以學習的技能的话，那么翻译文學作品甚至诗歌，往往可以说是一门艺术，需要一些天賦。文學翻譯出於美學的考量，在翻译時不能僅注重字對字、詞對詞的翻译，更不能忽略了文化间的不同点，否則經常會導致譯文在語意、美感、風格上的流失。總之，一个优秀的翻译人员必须在准确性和可读性之间找到很好的平衡。
除了出版業以及本地化相關產業外，很多國家政府或國際組織，也需要大量的翻译人才。例如官方語言有兩種的加拿大政府，所有的政府文件都必須翻译為英语和法语；另外像拥有很多官方语言的欧盟，更是必须雇用大量的翻译人员。
對於翻譯的理論與實踐進行研究的學科，一般稱為翻譯研究。
美國學者尤金·奈达（Nida,1964）將翻譯的過程區分為三個階段：1.分析（analysis）、2.轉換（transfer）、3.重建（restructuring）。
翻譯理論也有「異化（Foreignization）」與「歸化（Domestication）」之分，是以原文與譯文各自所屬的文化背景為準區分。譯文若保留原文的文化背景則屬「異化」的翻譯，若偏向取用譯文當地的文化背景以尋求對等則屬「歸化」。歸化的譯法因為在無損原意的前提下改用了當地的文化元素以代替原文中對譯語讀者陌生的文化元素，遂較易取得當地的觀眾共鳴。

## 歷史

### 宗教文獻翻譯
由於中國早期歷史所處的環境，中華文化的近鄰在很長時間內都沒有自己的文字，所以直到佛教傳入前，翻譯並不廣泛存在。
宗教文獻翻譯在歷史中佔非常重要的地位，如在佛經翻譯中，譯者在翻譯經藏的時候往往會在文件中修飾，令譯文更切合中國文化。他們會在譯本中增加一些中國的傳統觀念，如孝道等。
在西方，其中一項最早被記錄的翻譯活動是將舊約聖經譯成希臘語，此亦是著名的「七十士譯本」。公元前3世紀，七十名（一說七十二）譯者被委派擔任翻譯聖經的工作，他們在佩浮思島上，分別在不同的單人小室內進行翻譯工作，後來他們發現所有的譯本竟然完全一模一樣。自此，七十士譯本有著崇高的地位，其他語言（包括拉丁語、科普特語、亞美尼亞語、喬治亞語）版本的聖經在翻譯時亦參考了七十士譯本。
羅馬聖哲傑羅姆，更被譽為翻譯歷史中的聖人，因為他將聖經翻譯成拉丁語。而幾個世紀以來，天主教都是使用這個譯本（亦稱作「通俗本聖經」），不過，這譯本在當初面世時亦惹來不少爭議。
隨著宗教改革，聖經被翻譯成歐洲各地的當地語言，而新教與天主教的分歧亦愈來愈大，這是因為兩者對於一些特別字眼和段落的翻譯有著不同的見解。
馬丁·路德所譯的德文版聖經、Jakub Wujek所譯的波蘭版聖經以及以英文寫成的欽定版聖經無論在宗教、文化和語言方面都對當地有深遠影響。

## 原则
- 严复《天演论》：信、达、雅[2]（後來著名翻譯家傅雷即開此例。）
- 准确、通顺、贴切。
- 人名和地名的翻译应该名从主人[3]
- 如有公眾通用之文法字句，應照公眾通用之筆法。（例見《清秀佳人》、《哈德遜河流浪記》（馬克·吐溫著））

### 回譯
“回譯”（英語：back-translation）指對譯文翻譯回原文語言，同時不參照原文。
在中文世界，老舍的《四世同堂》最后的残缺部分也是经由黑马等译者的英文回译得以重见天日。

## 方法
對於新接觸或不熟練的語言，機械翻譯的辭典法（即逐字翻譯）是翻譯方法的最根本，所以把欲翻譯的文字的字面意思表達出來，是商務翻譯中的重要應用，也是翻譯的最初通行方法。
翻譯家思果指出，理想的譯法是這樣的：先把原文看懂，照原文譯出來，看看念不念得下去，試刪掉幾個不一定用得著的字，看看是否有損文義和文氣。如果有損，再補回來。試把不可少的字加進去，看看是否超出原文範圍，增減以後和原文再校對一次。有些地方是否譯錯，語氣的輕重是否恰如其分，原文的弦外之音譯文裡找不找得到？原文的意思要消化；譯文的文字要推敲。有經驗的譯者，可能一下筆就譯好了，不過還是要花更多时间来推敲疑问的遣词造句。
毛泽东在《与音乐工作者谈话》中说：“鲁迅是民族化的，但是他还主张过硬译，我倒赞成理论书硬译，有个好处，准确。”

## 科技與技術

### 机器翻译
所謂机器翻译，是指利用電腦程式對譯入語文本進行分析，然後自動將譯入語翻译為譯出語，亦即翻譯程序本質上是由機器進行，沒有經過人工潤飾，它是自然語言理解的一種應用，也是自然语言处理技术的一項主要目标。目前的一些翻译机器，例如雅虎翻譯（收購前稱寶貝魚，Babel Fish）和Google翻譯，有時是可以將譯入語的信息，转变成某種程度上尚可理解的譯出語（翻译），但是想要得到較有意義的翻譯結果，往往必須在輸入語句時適當地編輯，以利電腦程式分析。在僅應用有限詞彙，同時文句語法單純的領域，例如氣象報告等，機器翻譯往往能發揮較大的功能。
但是，機器翻譯的結果好壞，往往取決於譯入跟譯出語之間在詞彙、文法結構、語系甚至文化上的差異，例如英文與法文這兩種語言間的機器翻譯結果表現極為優良，而中文與英文間機器對譯的結果則相對不準確。一般而言，大眾使用機器翻譯的目的，可能只是為了要得知原文句子或段落的要旨，而不是精確的翻譯。總的說來，機器翻譯还没有达到可以威胁（人工）专业翻译的程度。

### 電腦輔助翻譯
電腦輔助翻譯（又稱機器輔助翻譯），顧名思義，是以電腦程式軟體輔助人工翻譯，協助譯者更快速地翻譯以及維持詞彙的一致性。
電腦輔助翻譯中最常見的工具，便是翻譯記憶庫（Translation Memory，簡稱 TM），這是以資料庫的方式儲存原文與譯文，譯者在翻譯時可利用電腦分析與搜尋翻譯記憶庫，找出相同或類似的句子，供譯者使用或參考。使用 翻譯記憶庫，對於維持文件中詞彙用法以及句型的一致性，有很大的幫助。一般而言，句型變化較少、內容重複性高的文件，諸如法律、技術或說明書等文件，比較適合使用翻譯輔助軟體。因此在國際化與本地化領域中，電腦輔助翻譯軟體是很重要的工具。

### 電话翻譯
電话翻譯，顧名思義，是以现代通讯手段的电话或手机，进行实时的交传或同传，协助不同语种人员的语言交流和沟通。这是各国在努力发展的一项重要应用。

### 視像翻譯
視像翻譯，是以現代通訊手段的電話或手機，進行視像通話，為聾人和健聽人士之間進行手語及口語的傳譯服務，例如龍耳手譯寶。

## 翻譯家
稱職的翻譯家具有以下的特質：
- 對於源語言有非常好的了解，不論是書面文字或者是口語。
- 他的翻譯使溝通變得容易[7]
- 在目的語言上有優美的文筆。
- 熟悉被翻译文本的主題。
- 對於二個語言的语源及熟語有深入的認識。
- 可以巧妙的判斷何時要直译，何者要意译，確保目的文本可以真實反應被翻译文本[8]

稱職的翻譯家不止是多语主义者，也是雙文化主義者。語言不只是字、文法及語法規則的組合而已，也是巨大的互連系統，其中包括許多內涵及文化在內。語言學家Mario Pei曾說「（翻譯）差不多是要用一輩子來完成的工作」。
翻譯工作的複雜程度再怎麼強調也不為過，有作者認為翻譯者在語言和文化上都已有很好的基礎知識後，需要十年的經驗才能成為優秀的翻譯者。以這種觀點來看，認為「一個人只要兩種語言都很流利，就一定可以勝任翻譯的工作」是很嚴重的誤解。
翻譯者和文本之間的關係曾和藝術家和其藝術作品的關係相比。翻譯和其他藝術一様，不可避免的需要有選擇的成份在內，而選擇也代表了詮釋英文小說家约瑟夫·康拉德曾告訴他的侄女，波蘭文翻譯者Zagórska：
不要太過嚴格。...我可以（用法文）告訴你我的看法"il vaut mieux interpréter que traduire" ["詮釋比翻譯要好"]....  Il s'agit donc de trouver les équivalents.  Et là, ma chère, je vous prie laissez vous guider plutôt par votre tempérament que par une conscience sévère.... [尋找對等的詞句常常是個問題，若遇到那種情形，親愛的，我求你更多讓你的氣質來引導你，而不是被嚴格的理性控制....]
翻譯者可能只翻譯原文中的一部份，只是這是翻譯者的原意即可。不過翻譯者不應該有审查者的角色，為了取悅某政治利益或道德利益而暗中刪除相關的文字。
翻譯是許多作者訓練文筆的方式之一。翻譯者，包括東亞翻譯佛經的僧侶，以及近代早期歐洲的聖經翻譯者，在翻譯過程中也將語言或文字使用的一些特徵帶入作品中。翻譯者是不同文化之間傳播知識的橋梁，翻譯者將源語言中的許多特質及概念帶到目的語言中，包括外來語、文法結構的借譯、熟語及詞語等。
以下是一些華人著名的翻譯家。
- 嚴復（譯作包括《天演論》、《原富》、《群學肄言》、《群己權界論》、《社會通詮》、《法意》、《名學淺說》、《穆勒名學》等書）
- 朱生豪（主要譯作為《莎士比亞戲劇集》）
- 梁實秋（譯作有《莎士比亞全集》）
- 傅雷（譯作有巴爾扎克的《人間喜劇》、《幻滅》，羅曼羅蘭的《約翰·克裏斯朵夫》、《貝多芬傳》、《米開朗琪羅傳》、《托爾斯泰傳》）
- 林纾（譯作包括《伊索寓言》（與嚴璩合譯）、《巴黎茶花女遺事》（與王壽昌合譯）、《黑奴籲天錄》（與魏易合譯））
- 馬堅（譯作包括《古蘭經》、《伊斯蘭哲學史》、《回教哲學》、《回教教育史》、《阿拉伯通史》、《教義學大綱》、《回教真相》、《論語》、《論人民民主專政》）
- 任溶溶（主要譯作為《安徒生童话》等）
- 林文月，譯作：紫氏部《源氏物語》、清少納言《枕草子》等。

## 误译
事件：

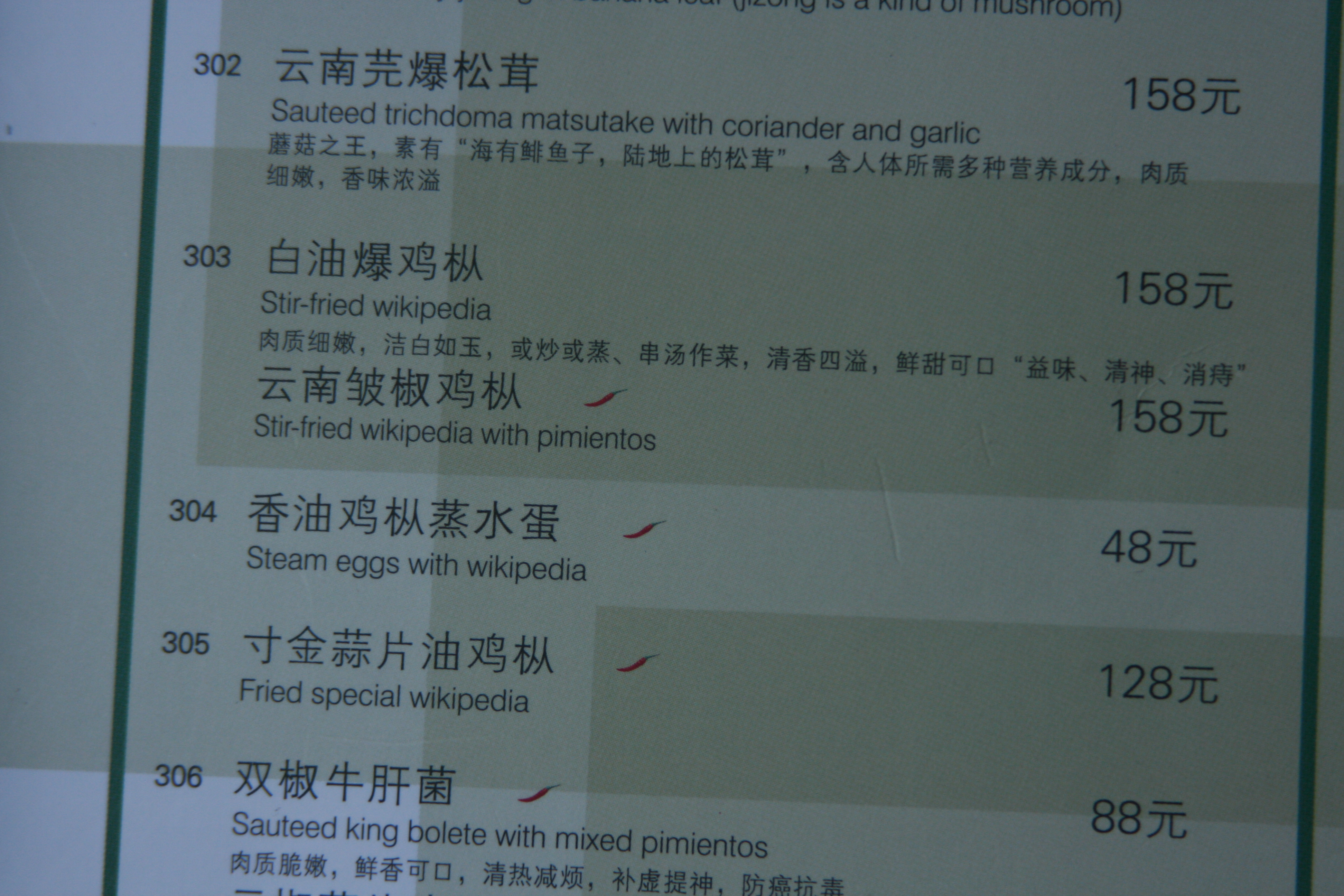
錯誤的翻譯示範

- “常凯申”误译事件，当事人：王奇，是將蔣中正的英文名字Chiang Kai-shek誤譯為其他的人名。
- “门修斯”误译事件，当事人：王铭铭（校对），胡宗泽、赵力涛（翻译），是將孟子的英文Mencius誤譯為门修斯。

图书：
- 杀死一只反舌鸟，误译作杀死一只知更鸟

水果：
- 香柠檬，常误译作佛手柑

電子遊戲：
- 踢牙老奶奶

### 引用
1. ↑  Eugene Albert Nida; Charles Russell Taber. . BRILL. 1 January 2003: 33–  [2014-04-17]. ISBN 90-04-13281-3. （原始内容存档于2014-09-19）.
2. ↑  .   [2014-04-17]. （原始内容存档于2014-04-19）.
3. ↑  . Archives.cnd.org.   [2014-04-17]. （原始内容存档于2020-09-03） （中文）.
4. ↑  .   [2016-04-08]. （原始内容存档于2021-01-24）.
5. ↑  . news.gmw.cn.   [2024-07-24]. （原始内容存档于2024-07-24）.
6. ↑  1979年9月8日《人民日报》
7. ↑  親愛的翻譯官. . 痞客邦部落格. 2018-08-23  [2020-04-30]. （原始内容存档于2021-01-24） （中文）.
8. ↑  Christopher Kasparek, "Prus' Pharaoh and Curtin'S Translation," The Polish Review, vol. XXXI, nos. 2–3(1986), p. 135.
9. ↑  Mario Pei, The Story of Language, p. 424. “comes close to being a lifetime job”
10. ↑  Cited by Kasparek, "The Translator's Endless Toil", p. 87, from Ignacy Krasicki,  ("On Translating Books"), in  (Works in Verse and Prose), 1803, reprinted in Edward Balcerzan, ed.,  (Polish Writers on the Art of Translation, 1440–1974: an Anthology), p. 86.
11. ↑  Kasparek, "The Translator's Endless Toil", p. 85.
12. ↑  Zdzisław Najder, Joseph Conrad:  A Life, 2007, p. 524.
13. ↑  Billiani, Francesca (2001)